# Pina Maisano Grassi
Giuseppina Maisano Grassi, detta Pina (Palermo, 29 settembre 1928 – Palermo, 7 giugno 2016), è stata una politica italiana, già senatrice della Repubblica italiana.

## Biografia
Nata a Palermo nel 1928, studia e si laurea alla Facoltà di Architettura dell'Università degli Studi di Palermo. Nel 1954 sposa l'imprenditore siciliano Libero Grassi.
Nel 1955 partecipa con il marito alla fondazione del Partito Radicale. Alla fine degli anni ottanta si avvicina ai Verdi, di cui è portavoce cittadina.
Il marito, Libero Grassi, viene ucciso il 29 agosto 1991, per essersi ribellato al pizzo di Cosa Nostra. Dopo la morte del marito porta avanti la sua battaglia di civiltà contro la mafia. Viene eletta senatore alle elezioni politiche del 1992 tra le file dei Verdi in Piemonte. Si impegnò anche sul piano sociale infatti divenne presidente onorario dell'associazione antiracket LiberoFuturo, intitolata al marito.